# Резелей
Резелей (рум. Răzălăi) — село у Синжерейському районі Молдови. Входить до складу комуни, адміністративним центром якої є село Пепень.

## Населення
За даними перепису населення 2004 року у селі проживали 911 осіб.
Національний склад населення села:
| Національність       | Кількість осіб | Відсоток    |
| -------------------- | -------------- | ----------- |
| молдавани румуни     | 781 125        | 85,7% 13,7% |
| росіяни              | 2              | 0,2%        |
| поляки               | 1              | 0,1%        |
| інша / без відповіді | 2              | 0,2%        |
| Всього               | 911            | 100%        |